# Пам'ятник Івану Підкові (Львів)
Пам'ятник Івану Підкові — пам'ятник у Львові на площі Івана Підкови козацькому гетьману та молдовському господарю Іванові Підкові, якого стратили 16 червня 1578 року за наказом польського короля Стефана Баторія.
Пам'ятник був встановлений 1982 року на кошти його автора скульптора Петра Кулика. Архітектором пам'ятника є Володимир Блюсюк.
В основу монументу було покладено скульптуру, що експонувалась на республіканській виставці «Художники Львова» у Києві та затвердженої на засіданні архітектурно-художньої ради при Архітектурно-планувальному управлінні міста Львова. Ще 18 вересня 1965 року Рада міністрів УРСР прийняла постанову «Про увічнення пам'ятних місць, пов'язаних з історією запорізького козацтва». Львівське обласне управління культури склало список можливих пам'ятників та місць їх установлення. Подібні списки надали також Міністерство культури УРСР, Академія наук УРСР, Держбуд УРСР. Серед інших об'єктів був і пам'ятник козацького ватажка Івана Підкови, а місцем його встановлення спочатку пропонувалася площа Ринок, де було страчено Івана Підкову. А встановлено пам'ятник Івану Підкові було у травні 1982 року. Місту його подарував львівський скульптор Петро Кулик. Митець безкоштовно виконав модель пам'ятника та постамент. Однак спорудження пам'ятника викликало спротив ініціативної комісії, що складалась з маститих львівських скульпторів та архітекторів. На захист роботи молодого скульптора несподівано став міський комітет Компартії України і пам'ятник було прийнято за умови врахування деяких зауважень.
Напис на постаменті був ідеологічним у дусі совєтського часу: «Іван Підкова — герой спільної боротьби російського, українського та молдовського народів проти турецьких поневолювачів. Страчений польською шляхтою у Львові 16 червня 1578 року». Звичайно слово «російського» тут не відповідало жодній історичній правді, а було вставлене автором лише для того, аби добитися дозволу на його встановлення. З часу постання Української Держави були спроби видалити штучну згадку про російський народ — слово «російського» хтось постійно замальовував фарбою. Врешті автор пам'ятника Петро Кулик, вже у 2000-х роках, за підтримки міської Ради та козацтва, просто прибрав притягнуте сюди свого часу кон'юнктурно це слово з напису. Згодом Петро Іванович виготовив відповідну декоративну бронзову накладку у вигляді невеличкої підкови з гілочками калини і встановив її на це місце. Тепер пам'ятник має правдивий напис.

## Місцеві легенди
Хоча досі довкола встановлення цього пам'ятника є багато чуток та «легенд», зокрема, що його було встановлено за одну ніч і без жодних дозволів.